# نظام إنذار

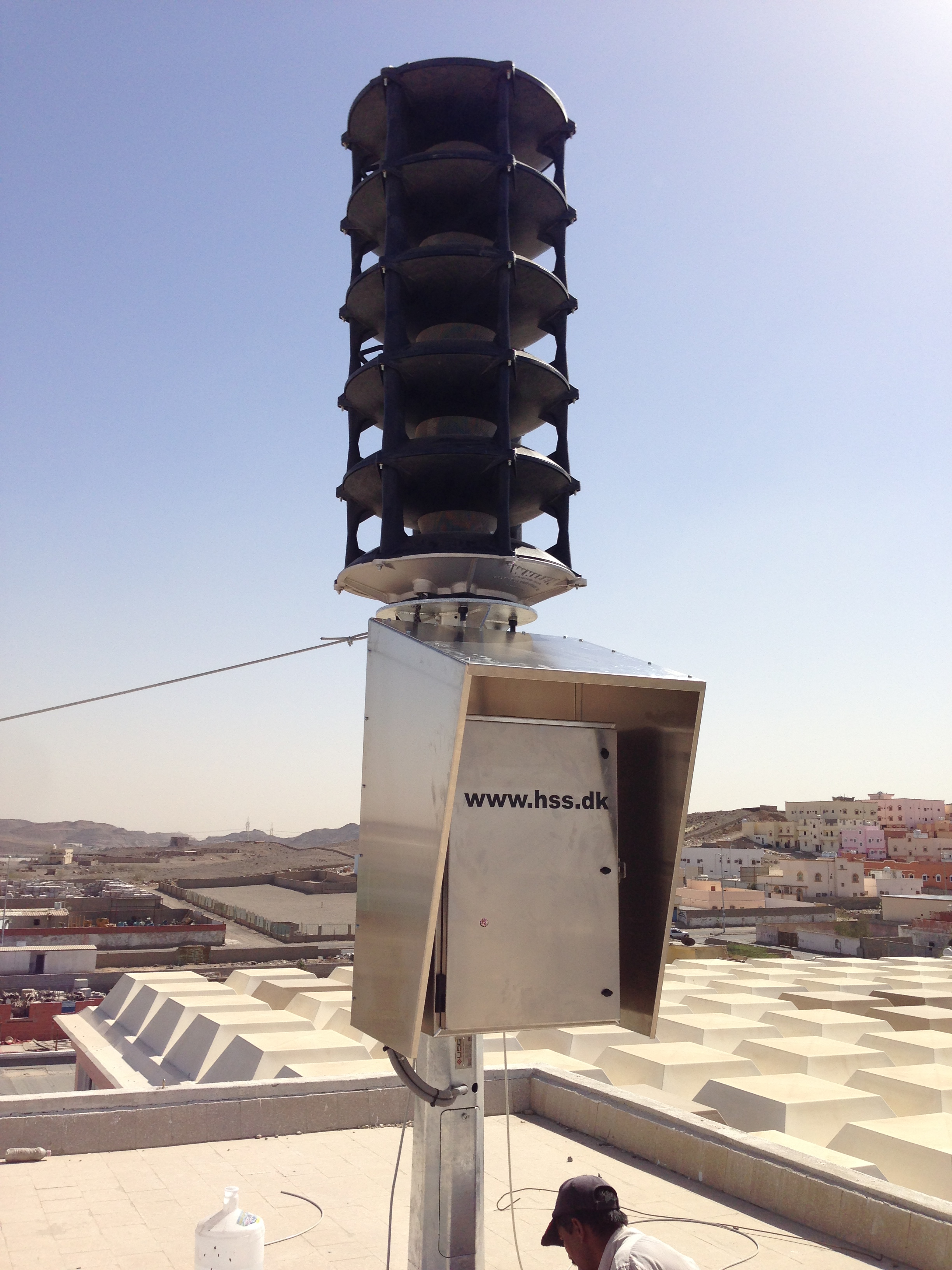
صفارة الإنذار الإلكترونية للدفاع المدني.

نظام الإنذار أو نظام التحذير هو أي نظام ذي طبيعة بيولوجية أو تقنية ينشره فرد أو مجموعة من الأفراد للإبلاغ عن خطر مستقبلي. الغرض منه هو تمكين ناشر نظام التحذير من الاستعداد للخطر والتصرف وفقًا لذلك للتخفيف منه أو تجنبه.
لا يمكن أن تكون التحذيرات فعالة ما لم يرد الناس عليها. من المرجح أن يتجاهل الناس نظامًا ينتج بانتظام تحذيرات كاذبة (تأثير الذئب)، ولكن تقليل عدد التحذيرات الزائفة بشكل عام يزيد أيضًا من خطر عدم إعطاء تحذير عند الحاجة. بعض التحذيرات غير محددة: على سبيل المثال، احتمال وقوع زلزال بقوة معينة في منطقة معينة خلال العقد المقبل. لا يمكن استخدام مثل هذه التحذيرات لتوجيه الاحتياطات قصيرة المدى مثل الإخلاء. قد يتم تجاهل فرص اتخاذ الاحتياطات طويلة الأجل، مثل قوانين البناء الأفضل والتأهب للكوارث.